# Corvus frugilegus

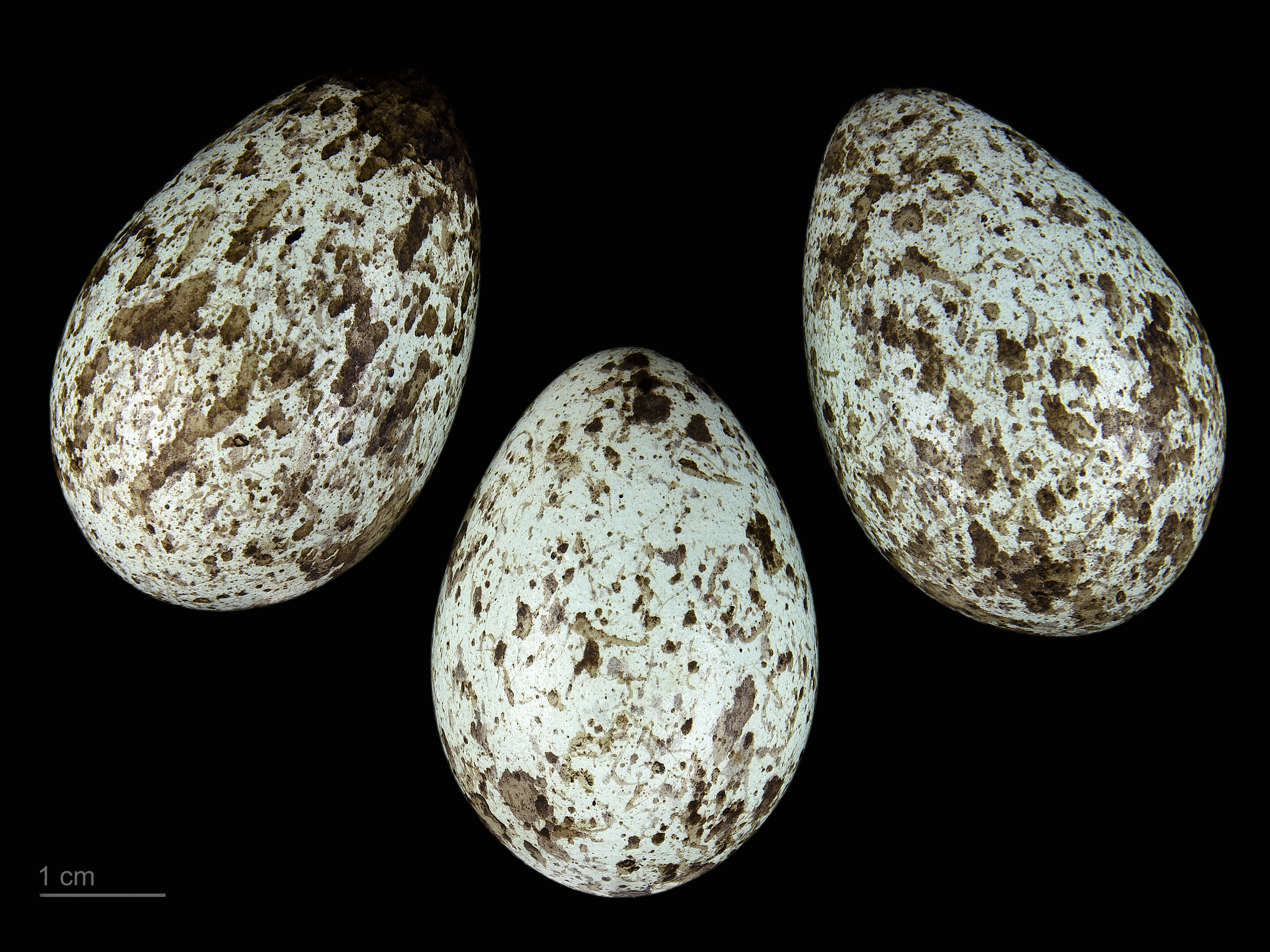
Corvus frugilegus - MHNT

La graja o grajo (Corvus frugilegus) es una especie de ave paseriforme de la familia Corvidae, una de las diez especies europeas de córvidos. Es posible confundirla con los cuervos grandes (que son más grandes) y con las cornejas (de similar tamaño); sin embargo, es posible diferenciarlas de estas últimas atendiendo al color más claro del pico y a la forma más apuntada del píleo (parte superior de la cabeza).

## Taxonomía
Se reconocen las siguientes subespecies:
- Corvus frugilegus frugilegus
- Corvus frugilegus pastinator

La graja de la subespecie nominal, Corvus frugilegus frugilegus,  con un pico imponente y de plumaje esplendoroso, con destellos metálicos está difundida en una amplia zona que va de Europa Occidental hasta las estepas del Altái. Se la reconoce fácilmente por carecer de plumas en la zona que rodea el pico.
La presencia de la segunda subespecie, Corvus frugilegus pastinator, sigue contiguamente por la costa pacífica. Es decididamente más pequeña y su plumaje es oscuro rojo purpúreo.